# Ischasia rufina
Ischasia rufina là một loài bọ cánh cứng trong họ Cerambycidae.